# Prix de l'Île-de-France
Prix de l'Île-de-France är ett årligt montélopp för 5-10-åriga varmblodstravare (ej valacker) som sedan 1994 rids över distansen 2 175 meter med fransk voltstart. Det är ett Grupp 1-lopp, det vill säga ett lopp av högsta internationella klass. Loppet avgjordes för första gången i januari 1976 och går sedan dess av stapeln i januari under det franska vintermeetinget varje år på Vincennesbanan i Paris. Loppets förstapris är 160 000 euro.

## Rekord
Den franska hästen Bilibili innehar löpningsrekordet på tiden 1.10,5. Flest segrar i loppet har Reine du Corta, som vann loppet tre år i rad (1989, 1990 och 1991).

## Svenska segrare
Tre hästar har lyckats vinna loppet under svensk flagg.
- Revenue tränad av Lutfi Kolgjini vann loppet 2003.
- Västerbo Daylight tränad av Jarmo Niskanen vann loppet 2005.
- Hot Tub tränad av Marcus Öhman vann loppet 2008.

## Segrare
| År   | Häst               | Land      | Efter             | Ryttare                  | Tränare               | Tvåa               | Trea               | Tid    |
| ---- | ------------------ | --------- | ----------------- | ------------------------ | --------------------- | ------------------ | ------------------ | ------ |
| 2025 | Ina du Rib         | Frankrike | Uhlan du Val      | Jean-Loïc-Claude Dersoir | Joël Hallais          | Idéale du Chêne    | Jean Balthazar     | 1.09,6 |
| 2024 | Géisha Speed       | Frankrike | Uriel Speed       | Anthony Barrier          | Jean-Philippe Monclin | Idéale du Chêne    | Granvillaise Bleue | 1.10,5 |
| 2023 | Hanna des Molles   | Frankrike | Village Mystic    | Alexandre Abrivard       | Laurent-C. Abrivard   | Vaprio             | Granvillaise Bleue | 1.10,4 |
| 2022 | Freeman de Houelle | Frankrike | Vigove            | Éric Raffin              | Franck Leblanc        | Granvillaise Bleue | Bahia Quesnot      | 1.10,3 |
| 2021 | Flamme du Goutier  | Frankrike | Ready Cash        | Antoine Wiels            | Thierry Duvaldestin   | Etonnant           | Fado du Chêne      | 1.10,8 |
| 2020 | Bilibili           | Frankrike | Niky              | Alexandre Abrivard       | Laurent-C. Abrivard   | Etonnant           | Eros du Chene      | 1.10,0 |
| 2019 | Dexter Fromentro   | Frankrike | Qwerty            | Camille Levesque         | Thomas Lesvesque      | Daélia de Vandel   | Valse de Rêve      | 1.12,6 |
| 2018 | Traders            | Frankrike | Ready Cash        | Yoann Lebourgeois        | Philippe Allaire      | Bilibili           | Ulka des Champs    | 1.10,6 |
| 2017 | Bilibili           | Frankrike | Niky              | Alexandre Abrivard       | Laurent-C. Abrivard   | Attentionally      | Adélia de Mélodie  | 1.10,5 |
| 2016 | Scarlet Turgot     | Frankrike | Dahir de Prélong  | Alexandre Abrivard       | Yannick-A. Briand     | Vaillant Cash      | Tornade du Digeon  | 1.10,6 |
| 2015 | Udayama            | Frankrike | Écho              | Gaëtan Prat              | Loïc Groussard        | Talicia Bella      | Séduisant Fouteau  | 1.11,9 |
| 2014 | Roxane Griff       | Frankrike | Ténor de Baune    | Éric Raffin              | Sébastien Guarato     | Quarry Bay         | Saphir de Morge    | 1.11,6 |
| 2013 | Singalo            | Frankrike | Goetmals Wood     | David Thomain            | Louis Baudron         | Quarry Bay         | Lover Power        | 1.11,5 |
| 2012 | Tango Quick        | Frankrike | Hasting           | Franck Nivard            | Franck Leblanc        | Quif de Villeneuve | Save the Quick     | 1.11,6 |
| 2011 | Picsou de Villabon | Frankrike | Speed Clayettois  | Ludovic Mollard          | Patrick Labrousse     | Priscilla Blue     | Pinson             | 1.10,9 |
| 2010 | Priscilla Blue     | Frankrike | Extrême Dream     | Éric Raffin              | Louis Baudron         | Plenty Pocket      | Ismos Fp           | 1.12,9 |
| 2009 | Nouba Turgot       | Frankrike | Canada            | Éric Raffin              | Franck Anne           | Malakite           | Paola de Lou       | 1.11,3 |
| 2008 | Hot Tub            | Sverige   | Sugarcane Hanover | Philippe Masschaele      | Marcus Öhman          | North America      | My Love Lady       | 1.11,3 |
| 2007 | Ludo de Castelle   | Frankrike | Cygnus d.Odyssée  | Guillaume Gillot         | Jean-Luc Bigeon       | Mara Bourbon       | Lumière Céleste    | 1.13,1 |
| 2006 | Jasoda             | Frankrike | Voici du Niel     | Louis Baudron            | Arsène Lannoo         | Miss Castelle      | Milia Pierji       | 1.12,6 |
| 2005 | Västerbo Daylight  | Sverige   | Spotlite Lobell   | Nathalie Henry           | Michael Demmers       | Ilster d.Espiens   | Igor de Miennais   | 1.12,5 |
| 2004 | Jomo du Rib        | Frankrike | Tarass Boulba     | J.-L-C. Dersoir          | Joël Hallais          | Jolie Colline      | Ico Kiki           | 1.13,7 |
| 2003 | Revenue            | Sverige   | Rêve d.Udon       | Philippe Masschaele      | Lutfi Kolgjini        | Iouky du Pré       | Jirella            | 1.14,2 |
| 2002 | Glorieuse du Bois  | Frankrike | Tarif du Bois     | J.-L-C. Dersoir          | Jacques Bruneau       | Iouky du Pré       | Incisif Gédé       | 1.13,7 |
| 2001 | Grâce Ducal        | Frankrike | Ultra Ducal       | Joël Van Eeckhaute       | Joël Van Eeckhaute    | Fripon Rose        | Honneur de France  | 1.14,7 |
| 2000 | Frascati           | Frankrike | Réel Chouan       | Michel Lenoir            | Jean Roussel          | Grâce Ducal        | Erestan des Rondes | 1.14,8 |
| 1999 | Étoile des Blaves  | Frankrike | Traveller         | Jean-Michel Bazire       | Jean-Michel Bazire    | Ezira Josselyn     | Rocky Kim          | 1.15,6 |
| 1998 | Express Road       | Frankrike | James Pile        | Jean-Marie Monclin       | Philippe Allaire      | Don Paulo          | Arcadia            | 1.16,2 |
| 1997 | Bonheur de Tillard | Frankrike | Podosis           | Jean-Claude Hallais      | Jean-Claude Hallais   | Arcadia            | Anita de la Vallée | 1.15,9 |
| 1996 | Courlis du Pont    | Frankrike | Opus Dei          | Philippe Békaert         | Ulf Nordin            | Arcadia            | Anita de la Vallée | 1.17,0 |
| 1995 | Alpha Barbés       | Frankrike | Néric Barbés      | Jean-Philippe Mary       | Christian Bigeon      | Viking de Crépon   | Anita de la Vallée | 1.16,4 |
| 1994 | Alpha Barbés       | Frankrike | Néric Barbés      | Jean-Philippe Mary       | Christian Bigeon      | Vive Ludoise       | Anita de la Vallée | 1.15,2 |
| 1993 | Uno Atout          | Frankrike | Istraéki          | Michel Lenoir            | Alain Roussel         | Uthman             | Vaflosa Gédé       | 1.17,0 |
| 1992 | Uno Atout          | Frankrike | Istraéki          | Jean-Marie Monclin       | Paul Billon           | Piper Cub          | Reine du Corta     | 1.16,3 |
| 1991 | Reine du Corta     | Frankrike | Ura               | Michel Lenoir            | Alain Roussel         | Quatrième Tête     | Queila Gédé        | 1.16,5 |
| 1990 | Reine du Corta     | Frankrike | Ura               | Michel Lenoir            | Alain Roussel         | Rikita Fouteau     | Speed Clayettois   | 1.19,1 |
| 1989 | Reine du Corta     | Frankrike | Ura               | Michel Lenoir            | Alain Roussel         | Potin d.Amour      | Olvera             | 1.18,9 |
| 1988 | Olvera             | Frankrike | Ura               | Alain Laurent            | Claude Campain        | Prince Atout       | Quel Soro          | 1.17,2 |
| 1987 | Oligo              | Frankrike | Ersin             | Philippe Békaert         | Joël Hallais          | Podosis            | Ogino              | 1.17,3 |
| 1986 | Oligo              | Frankrike | Ersin             | Philippe Békaert         | Joël Hallais          | Mirande du Cadran  | Opprimé            | 1.17,8 |
| 1985 | Mirande du Cadran  | Frankrike | Sabi Pas          | Pierre Levesque          | Henri Levesque        | Kutara             | Lapito             | 1.18,4 |
| 1984 | Ejnar Vogt         | Danmark   | Frosty Hanover    | Philippe Verva           | Jacky Béthouart       | Kémilla            | Lapito             | 1.18,9 |
| 1983 | Ino Ludois         | Frankrike | Quioco            | Marc Bonhomme            | Marc Bonhomme         | Luga               | Kaprius            | 1.19,0 |
| 1982 | Istraéki           | Frankrike | Paléo             | Michel Lenoir            | Roger Ledoyen         | Loustic de la Tour | Kivien             | 1.19,4 |
| 1981 | Jolenka            | Frankrike | Seddouk           | Alain Laurent            | Albert Mathieu        | Gamélia            | Idylle du Corta    | 1.19,5 |
| 1980 | Fleuronné          | Frankrike | Quirinus III      | Pierre Touvais           | Roger Baudron         | Istraéki           | Idylle du Corta    | 1.19,1 |
| 1979 | Guéridia           | Frankrike | Quérido II        | Pascal Békaert           | Georges Dreux         | Gamélia            | Feu Vert           | 1.19,0 |
| 1978 | Fanacques          | Frankrike | Kerjacques        | Louis Sauvé              | Georges Dreux         | Firstly            | Éringa             | 1.19,0 |
| 1977 | Fanacques          | Frankrike | Kerjacques        |                          | Georges Dreux         |                    |                    | 1.18,9 |
| 1976 | Bellino II         | Frankrike | Boum III          |                          | Maurice Macheret      |                    |                    | 1.18,6 |